# Einschienenbahn Aşgabat
Die Einschienenbahn Aşgabat, auch Aşgabat Monorail (turkmenisch Aşgabat monorels ýoly) genannt, ist eine im Mai 2017 eröffnete Sattelbahn des Herstellers Intamin. Sie erschließt auf einer 4,7 Kilometer langen Ringstrecke das Olympische Dorf von Aşgabat.

## Bau
Der Bau der Einschienenbahn begann im Juni 2012 und wurde von der türkischen Baufirma Polimeks errichtet. Neben der vollständig aufgeständerten Ringstrecke gibt es 550 Meter Betriebsgleis zum ebenerdigen Depot und Betriebswerk.
Die Strecke besteht aus industriell vorgefertigten Stahlträgern auf vor Ort betonierten Stahlbetonpfeilern. Sie verläuft in einer Höhe von vier bis sechs Metern über dem Erdboden. Zwei architektonisch aufwendig im Stil der olympischen Ringe gestaltete Brücken überqueren die Atatürkstraße. Das turkmenische Gesetz schreibt Rettungsfußwege auf beiden Seiten der Strecke vor, die mit geschwungenen Stahlgeländern ausgeführt wurden.

## Streckenverlauf
Die durchgehend eingleisige Strecke verbindet mit ihren acht Haltestellen das Hauptstadion, das Athletendorf, eine Radrennhalle, das Wassersportzentrum, die Leichtathletikhalle, das Tenniszentrum, Trainingshallen, das medizinische Rehabilitationszentrum, das Hotel- und Pressezentrum mit Cafés und Restaurants sowie Parkplätze.
Damit verband die Einschienenbahn im Park um das Olympia-Stadion einen Großteil der dreißig Veranstaltungsorte der Asian Indoor & Martial Arts Games 2017, die in Aşgabat veranstaltet wurden.

## Fahrzeuge

### Züge
Es werden 25 Meter lange Schienenfahrzeuge des schweizerischen Schienenfahrzeugbauers Intamin eingesetzt.
Die elektrisch angetriebenen Triebzüge der Baureihe P30/90 mit einer Kapazität von jeweils neunzig Fahrgästen können somit bis zu 1200 Fahrgäste pro Stunde transportieren. Obwohl die Züge eine Höchstgeschwindigkeit von 80 km/h erreichen können, werden sie normalerweise mit einer Reisegeschwindigkeit von 46 km/h betrieben. Damit kann ein Zug die gesamte Strecke in siebzehn Minuten durchfahren. Drei Züge können gleichzeitig auf der Strecke fahren.

### Servicefahrzeug
Ein dieselhydraulisches Servicefahrzeug zum Rangieren und Evakuieren sowie für Reinigungs-, Wartungs- und Reparaturarbeiten an der Strecke wurde von der Schweizer Firma ATP Hydraulik geliefert. Es wird ohne Strom ausschließlich hydraulisch angetrieben.
Die Notfunktionen der Einschienenbahn werden über ein Notstromaggregat im Servicefahrzeug aufrechterhalten.
Die Schleppkraft beträgt maximal 120 kN. Die Antriebsräder werden mit Hydraulikzylindern mit einer Kraft von bis zu 100 kN seitlich an die Schiene gepresst, um die Kraft auf die Schiene zu übertragen. Das Servicefahrzeug fährt in beide Richtungen ohne Last mit einer Höchstgeschwindigkeit von 15 km/h. Beim Abschleppen eines Zuges der Einschienenbahn werden maximal 7 km/h erreicht. Das Servicefahrzeug wird mit einer mobilen Bedieneinheit gesteuert. Der Hydraulikkreislauf mit einem maximalen Betriebsdruck von 420 bar wurde aus Rohren und Schläuchen mit 40 mm Nenndurchmesser aufgebaut und hat ein Volumen von 300 Litern. Zur Schienenreinigung werden Hochdruckstrahler und vier große Bürsten eingesetzt. Mit einem Kran können Arbeiter abgesenkt werden, um die Träger der Einschienenbahn seitlich und von unten visuell zu überprüfen, zu warten und gegebenenfalls zu reparieren.